# Буше Олександр Борисович
Олександр Борисович Буше (справжнє ім'я Олександр Ксенофонтович Гнусов; 25 серпня 1882 — 8 жовтня 1970) — російський, радянський цирковий артист, шпрехшталмейстер, заслужений артист РРФСР (1958).

## Біографія
У 1897—1900 роках наїзник на Петербурзькому іподромі. У цирку з 1900 року. До 1914 року працював берейтором та дресирувальником коней у приватних цирках. У 1918—1919 роках дресирувальник у Воронезькому цирку Чинізеллі. У 1920—1930 роках був актором у драматичному театрі в Махачкалі, а також у пересувних театрах мініатюр.
Із 1930 року почав працювати режисером та шпрехшталмейстером у периферійних цирках, а з 1935 року був режисером та інспектором манежу (шпрехшталмейстером) Московського цирку на Цвітному бульварі. Член КПРС із 1947 року.
Брав безпосередню участь у циркових номерах, підігравав клоунам у їхніх репризах, стежив за роботою уніформістів, контролював ритм та перебіг циркової вистави.
Помер 8 жовтня 1970 року.